# Дзама (Канаґава)

35°29′19″ пн. ш. 139°24′27″ сх. д. / 35.48861° пн. ш. 139.40750° сх. д.
Дза́ма (яп. 座間市, ざまし, МФА: [d͡zama ɕi̥]) — місто в Японії, в префектурі Канаґава.

## Короткі відомості
Розташоване в північній частині префектури. Виникло на основі постоялого і торгового містечок раннього нового часу на шляху Хатіодзі. Місто розташоване на острові Хонсю в префектурі Канагава регіону Канто . З ним межують міста Сагамихара , Ямато, Ацуги , Ебіна. З 1937 було місцем розташування Військової академії армії Японії. Після Другої світової війни стало базою збройних сил США. Отримало статус міста 1971 року. Основою економіки є автомобілебудування, виробництво електротоварів, комерція. Станом на 1 квітня 2009 площа міста становила 17,58 км². Станом на 1 липня 2011 населення міста становило 129 322 осіб.

## Міста-побратими
- Smyrna, США (1991)
- Дайсен, Японія (2005)